# Bor Barna
Bor Barna (Kerepestarcsa, 1986. december 12. –) magyar cselgáncsozó, olimpikon. A Paksi Atomerőmű SE versenyzője.

## Sportpályafutása
2002-ben a junior vb-n helyezetlen volt. Az ifjúsági Európa-bajnokságon az első helyen végzet. 2003-ban a junior Európa bajnokságon ért el második helyezést. A következő évben első lett a junior Eb-n, második a junior vb-n, harmadik az U23-as Európa-bajnokságon.
2005-ben megnyerte a budapesti vk-versenyt, a Hungária kupát. Az Európa-bajnokságon ötödik helyen végzett. Térdműtétje miatt kihagyta a világbajnokságot. A Debreceni Csapat Európa bajnokságon tagja volt az ezüstérmes csapatnak.Az U23-as kontinensbajnokságon hetedik volt. 2006-ban hetedik volt az Eb-n. Az U23-as Európa-bajnokságon első helyezést ért el. A főiskolai világbajnokságról aranyéremmel térhetett haza. A következő évben kiesett az Európa-bajnokságon. A világbajnokságon +100 kg-ban kiesett, a nyílt kategóriában kilencedik volt. Az U23-as Eb-n megvédte bajnoki címét. 2008-ban kilencedik lett az Európa-bajnokságon. Az olimpián kiesett. Az U23-as Eb-n sorozatban harmadszor győzött. Decemberben a nyílt kategória részére rendezett vb-n ötödik lett.
A 2009-es Eb-n és a vb-n helyezetlen volt. Az universiadén bronzérmes lett. A csapat-Európa-bajnokságon tagja volt az aranyérmes válogatottnak. 2010-ben második lett az Eb-n. A vb-n sérülés miatt nem indult. A következő évben ismét ezüstérmes volt az Európa-bajnokságon. Bukarestben vk-versenyt nyert. A világbajnokságon vállsérülés miatt visszalépett, de így is hetedikként zárt +100 kg-ban. A nyílt kategória részére külön megrendezett vb-n második lett. 2012-ben sorozatban harmadik Európa-bajnoki ezüstérmét nyerte. Az olimpián jukóval verte holland, majd ipponnal marokkói ellenfelét. A negyeddöntőben intéssel, a vigaszágon bírói döntéssel kapott ki, így a hetedik helyen végzett.
A 2013-as budapesti Európa-bajnokságon harmadik helyen végzett. Az universiadén +100 kg-ban ezüst-, csapatban bronzérmet szerzett. A világbajnokságon térdsérülése miatt nem indult. A 2014-es Európa-bajnokságon és a világbajnokságon is kiesett. A 2015. évi Európa-játékokon egyéniben kiesett, csapatban ötödik volt. A 2015-ös világbajnokságon sérülése miatt visszalépett és a hetedik helyen végzett. A 2016-os Európa-bajnokságon ötödik volt., az olimpián a második körben búcsúzott a nehézsúlyúak mezőnyében, és a 9. helyen végzett.
2017-ben A Varsói Európa-bajnokságon csapatban 3-ok lettek. Valamint a budapesti világbajnokságon 5. lett.
2018 óta az Atomerőmű SE judo szakosztályánál az utánpótlás neveléssel foglalkozik, edzőként. 2024 novemberében kinevezték felnőtt szövetségi kapitánynak.

## A hamis nyelvvizsga-bizonyítvánnyal kapcsolatos ügye
2019-ben hamis nyelvvizsga-bizonyítványt adott le a Pécsi Tudományegyetemen annak reményében, hogy így átveheti a 2010-ben szerzett diplomáját.

## Díjai, elismerései
- Az év magyar cselgáncsozója (2004, 2011, 2013)
- Junior Prima díj (2012)

Atomerőmű SE Örökös bajnoka (2016)
Tolna megyei Príma Díj
(2017)